# ارلباخ (زاکسونی)
ارلباخ (زاکسونی) (به آلمانی: Erlbach) یک منطقهٔ مسکونی در آلمان است که در مارک‌نویکیرشن واقع شده‌است. ارلباخ  ۱٬۷۱۹ نفر جمعیت دارد.